# Mineros
Mineros è un comune (municipio in spagnolo) della Bolivia nella provincia di Obispo Santistevan (dipartimento di Santa Cruz) con 24.220 abitanti (dato 2010).